# 州立法机关 (美国)

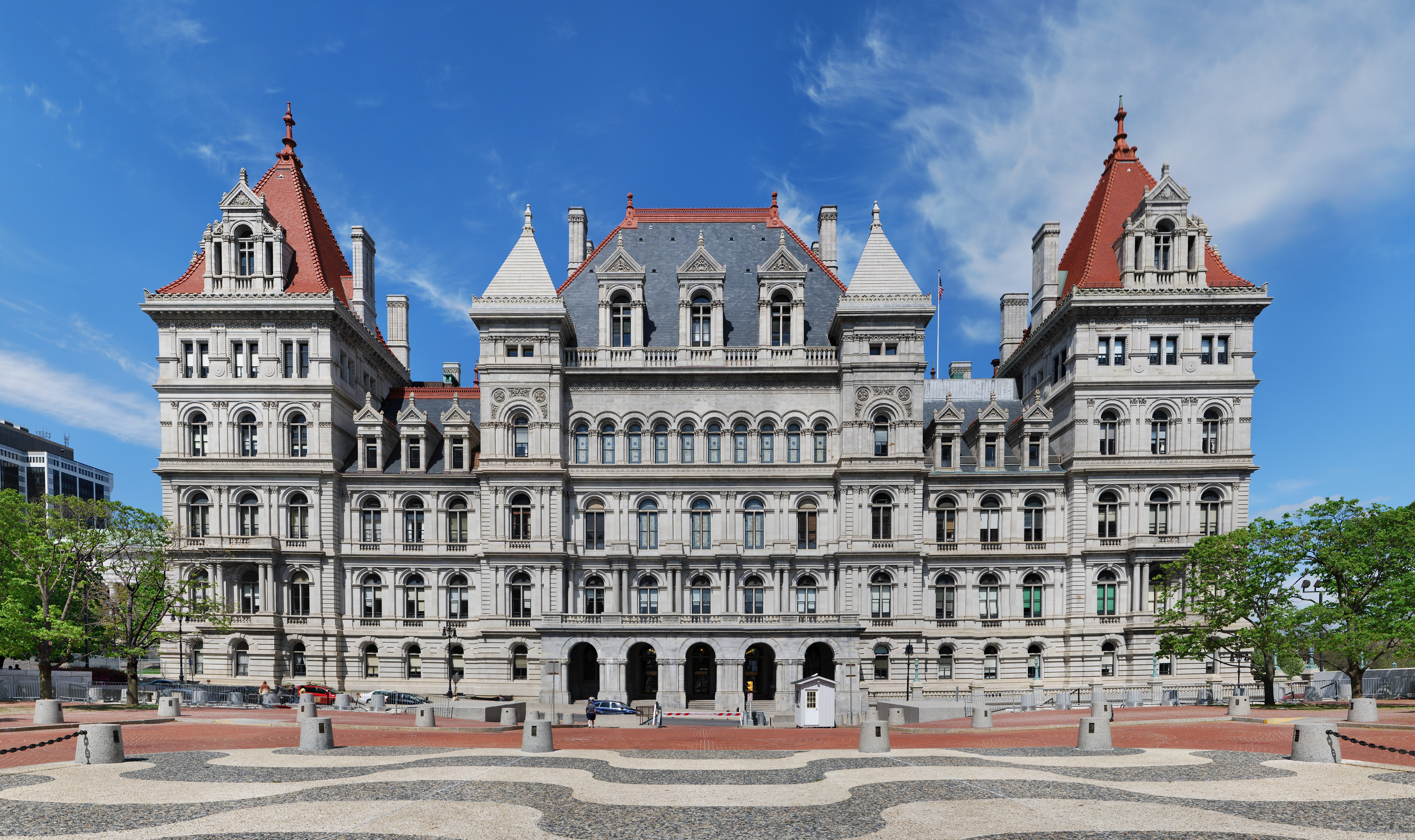
纽约州议会，即纽约州的立法机关

在美国，每个州都有一个州立法机构，作为该州的立法机关分支。立法机构通常在州一级履行职责，其方式与美国国会在国家层面履行职责的方式类似。通常，州立法机构、州最高行政长官和州司法机构之间，也存在与联邦层级相似的相互制衡体系。
在27个州，这一机构被称为“立法机构”（legislature 或 state legislature）；在19个州，则被称为“大会”（general assembly）。在马萨诸塞州和新罕布什尔州，该机构被称为“总议会”（general court）；而在北达科他州和俄勒冈州，则被称为“立法大会”（legislative assembly）。

## 概述

### 职责

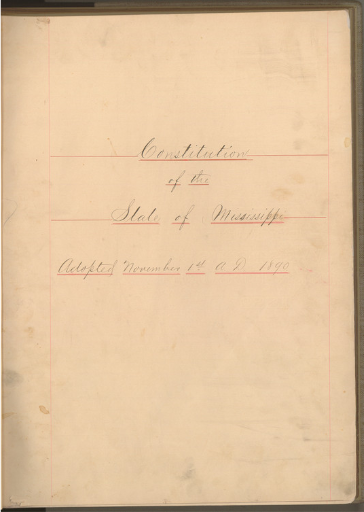
密西西比州宪法，其规定了密西西比州议会的职责

各州立法机构的具体职责因各州宪法而异。任何立法机构的主要职能是制定法律。此外，州立法机构还负责批准州政府的预算，可以设立政府机构，制定这些机构的政策，并批准其预算。例如，一个州的立法机构可以设立一个专门管理环保事务的机构。在某些州，立法机构的议员还有权选举其他公职人员。州立法机构通常还拥有监管州内企业活动的权力，同时也负责监管本州的法院系统，包括决定哪些类型的案件可以受理、设定法庭费用以及规范律师行为。
根据美国宪法第五条，州立法机构有权批准由国会两院提出的宪法修正案，也有权提议召开全国制宪大会，以提出对美国宪法的修正案。
在制宪大会完成其议程后，必须有75%的州批准大会提出的修正案，这些修正案才能正式生效。根据美国宪法第二条，州立法机构还负责决定本州总统选举人（即选举团成员）的产生方式。在1913年第十七条修正案通过之前，一些州的美国联邦参议员是由州立法机构选出的，而修正案生效后，改为由本州选民直接选举。

### 组织结构
除了内布拉斯加州外，所有州的立法机构都是两院制。较小的一院称为参议院。参议院通常拥有专属权力，例如确认州长对官员的任命以及审理弹劾案。（在少数州，这些确认职能由一个独立的执行委员会承担，该委员会的成员由大选区选举产生。）
内布拉斯加州最初也和其他州一样实行两院制，但于1936年选举起废除了下议院。该州目前实行一院制，其立法机构称为“内布拉斯加州议会”，但其成员仍称为“州参议员”。
美国第一个两院制立法机构是1619年成立的弗吉尼亚市民院（Virginia House of Burgesses），也就是弗吉尼亚州众议院的前身。这些早期的殖民地议会并非完全模仿英国议会体制。它们之间在结构和组织形式上也存在差异。最初的十三个殖民地立法机构通常包括一个由选民选出的下议院和一个由上级任命的上议院。美国独立战争后，大多数州制定了新宪法，规定两个议院均由选民直接选举产生。这一制度影响了美国宪法的制定，并被后来加入联邦的新州普遍采纳。
参议院议员相比众议院议员通常代表更多选民，任期也更长，一般为四年。除内布拉斯加州以外，有41个州将下议院称为众议院（House of Representatives），5个州称其为大会（Assembly），3个州称为代表院（House of Delegates），下议院的议员通常任期为两年。
在1962年的贝克诉卡尔案和1964年雷诺兹诉西姆斯案之前，多数州的代表分配方式仿照联邦国会：参议员代表地理区域，而下议院成员代表人口。但在“雷诺兹诉西姆斯案”中，美国最高法院裁定州立法机构必须遵循“一人一票”的原则，否定了不顾人口差异按地理单位分配代表席位的制度。但这一裁决不适用于联邦参议院，因为联邦参议院的组成是由美国宪法直接规定的。

### 会议制度
在立法会议召开期间，州立法机构需要审议由议员或州长提交的议案。企业和其他利益团体经常游说立法机构，以争取有利立法、阻止不利措施或影响其他立法行为。立法机构还要批准本州的经常性预算和资本预算。
在大多数州，新选举产生的州立法机构通常在逢奇数年的1月召开第一次会议。立法会议的持续时间因州而异。在立法机构被视为兼职性质的州，会议可能只持续几个月；而在立法机构被视为全职性质的州，会议可能持续整年，并不时休会以便议员回选区工作。有些州在奇数年和偶数年的会议时间长短不同或规定会议可举行的立法日或天数。例如，佐治亚州每年仅允许召开40天，怀俄明州每届议会共可召开60天，但一年不得超过40天。而在密歇根、新泽西、纽约（仅限奇数年）、俄亥俄、宾夕法尼亚等州，会议通常会持续一整年。
蒙大拿、内华达、北达科他和德克萨斯——的立法机构仅每两年召开一次会议，即双年制。在20世纪60年代初，只有19个州每年召开一次立法会议，但到了1970年代中期，这一数字已增加到41个。最新改为每年召开会议的是俄勒冈州，该州在2011年通过选票公投后实行这一变更。
许多州议员每年都会参加州政府委员会全国会议（CSG），该组织总部设在肯塔基州列克星敦，其在华盛顿特区、纽约、芝加哥、亚特兰大和萨克拉门托设有办事处。议员还会出席该组织旗下各地区的年会，如“南部立法会议”、“中西部立法会议”、“东部区域会议”和“西部立法会议”，以及全国州立法机构会议（NCSL）主办的“立法峰会”。NCSL总部位于科罗拉多州丹佛，在华盛顿特区设有游说办公室。除此以外，一些带有意识形态倾向的私人资助组织也会定期举办吸引大量立法者参加的年会，例如保守派的“美国立法交流委员会”（ALEC）和其进步派对应组织“州创新交流中心”（SIX）。

### 议事程序
各州立法机构及其委员会通常采用梅森立法程序准则或其修订版本作为议事依据。在正式会议期间，会有一位专业的议事顾问（议事法专家）在场，以确保立法过程及相关讨论尽可能有序、公正地进行。
立法过程通常从在众议院或参议院中提出法案开始。大多数情况下，法案可以在任何一院提出，但涉及增减财政收入的法案通常必须在众议院提出。每一院的议事日程中会设有专门的时间用于提出新法案。根据全国州立法机构会议的数据，截至2017年，在99个议会中，有24个对每位议员每年可提交的法案数量设有限制。这些限制大多数是由内部议事规则设定的，但路易斯安那州的限制则源于宪法修正案。法案通常会按提出顺序编号，以便于识别。通常，一个法案在成为正式法律前，必须在两院中分别经过一定天数的宣读程序。法案提交后，通常只会宣读标题部分，称为“一读”。由于只读标题，因此法案标题需准确反映其内容主题，以便议员了解法案大致内容。
当某项法案的通过主要依靠少数党和多数党中部分“温和派”议员的支持时，称为“多数党被滚动”（majority being rolled）。当大多数多数党议员反对某项法案时，却未能阻止其通过，这一现象的频率被称为“滚动率”（roll rate），用于衡量多数党对不利法案的控制能力。

#### 委员会审查
法案的一读之后，通常便会被转交至相关委员会进行审查。各委员会负责对法案进行审查，通常会举行听证会、收集各方信息与意见并对法案提出修改建议。大多数法案在成为法律之前，必须先被提交至常设委员会，由其审议并返回到议会全体。
每个委员会都是围绕某一特定议题设立的，专门审议与该议题相关的法案，比如专门审查环保议题就会专门设立一个环保委员会。不过，通常情况下会设有一个常设委员会，常设委员会承担着一项重要职责：对法案进行详细审查，并向州参议院或众议院提出处理建议。在议会不召开全体会议的日子里，各委员会会召开会议，研究已分配给它们的法案，并决定是否应将这些法案提交给州两院以供进一步审议。
对于多数法案，议会通常会接受委员会的建议，尽管两院都有权接受或拒绝委员会的处理结果。被委员会积极推荐的法案通常会被列入正式议程，进入下一阶段的审议流程。立法机构的大部分工作都是由各类委员会完成的。议会整体依赖委员会筛选出值得全体审议的法案，以节省资源和提高效率。
借助常设委员会，法案得以由对相关议题具有专门知识的议员组成的小组进行审查。某些议员在特定立法领域有丰富经验或专业背景，他们往往被安排进入相应委员会，以便发挥专长。正因如此，立法机构通常会采纳常设委员会的最终建议。然而，如前所述，议会并未完全放弃对法案的最终审查权。若有必要，任何一院的议员可以强制某个委员会对法案作出处理，或者可以无视该委员会的建议，直接在全体会议上进行审议。
在许多州，委员会拥有“口袋否决权”，即委员会可以通过不进行表决、甚至不公开讨论的方式，让一项法案“夭折”。例如，在科罗拉多州，这项权力曾因改革团体推动，于1988年通过公民倡议修宪被废除。
当委员会拒绝将法案提交全体审议时，议员们可以提出“强制出委员会动议”，要求将法案从委员会中脱离出来，交由全体议员进行审议，其具体程序因州而异。例如，一份2004年的报告指出，纽约州议会对强制出委员会动议的限制比其他任何州都更严苛，这一问题后来促使进行了改革。

#### 后续程序

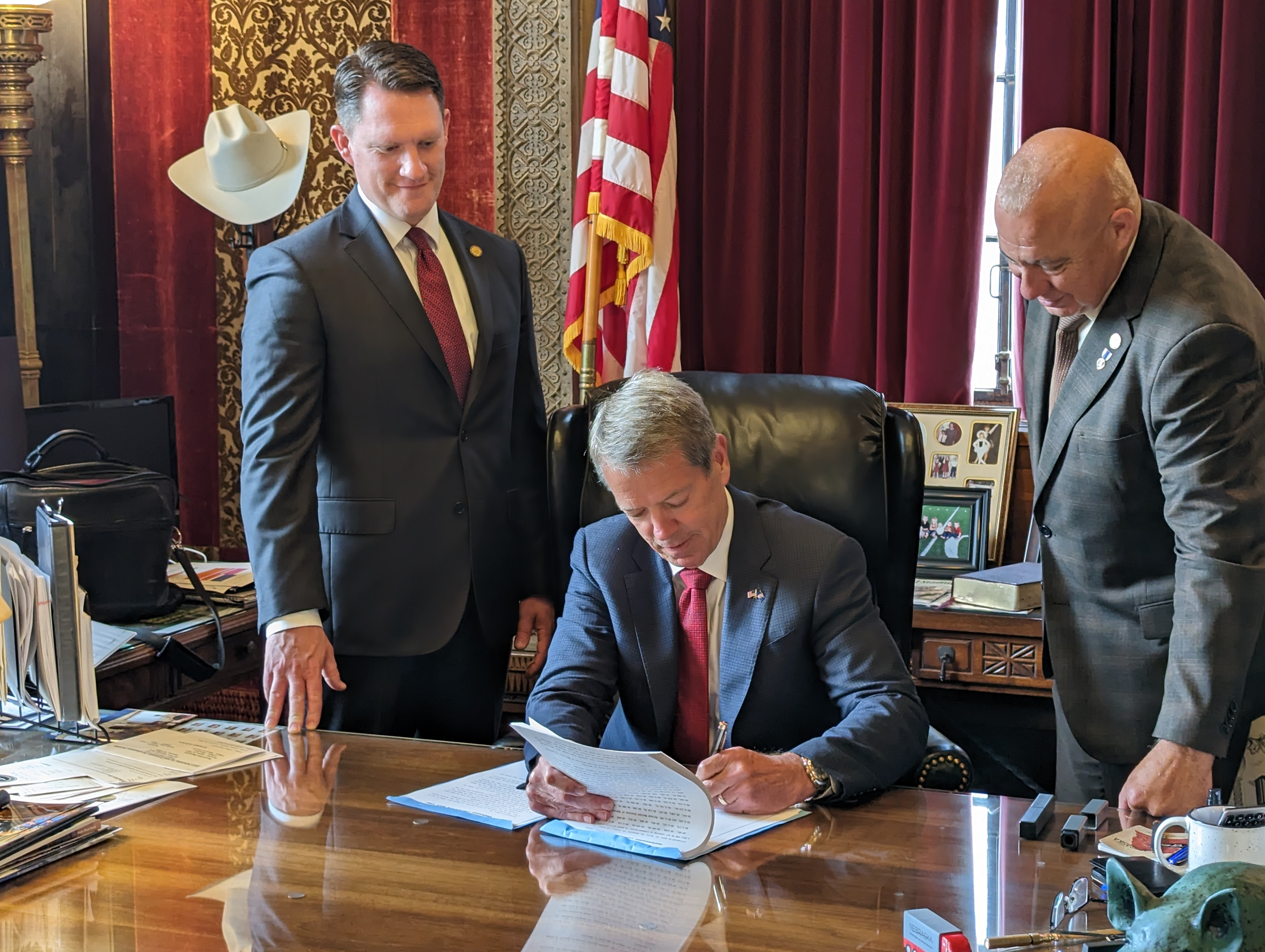
内布拉斯加州州长吉姆·皮伦在其办公室签署了第514号立法法案，在内布拉斯加州实施了带照片的选民身份识别法

委员会完成法案审议后，会在每日议事日程中的“委员会报告”环节向所属议院提交处理结果。此时法案将进行“二读”，通常只读标题。议会在此阶段不会对法案进行表决，而是将其列入下一次会议的议程。
无论法案在议程中排在何处，一旦被正式提交审议并获得通过，即为“三读”阶段。在三读阶段，立法机构全体开始正式审议该法案是否通过。在这一阶段，法案会被详细审查、进行辩论、提出修正，并全文宣读。如果多数议员投票赞成，则该法案即被视为在该院通过，若多数议员投票反对，则该法案被视为未能在该院通过。一项法案在某一院通过后，会附带正式函件送交另一院审议。如果该法案未能在另一院通过委员会审议或未被提交至全体议员表决，则该法案即被否决。
如果法案在第二院中被修改，返回原始提出院时，原院可以接受另一院的修改版本，此时两院通过的法案内容一致，法案即进入立法登记程序。如果通过动议表示不接受修改，则法案未被通过，随之作废。若原院拒绝修改，但希望继续推进法案，则可请求设立“协调委员会”（conference committee）。通常对方议院会同意该请求，随后两院议长分别任命议员组成该委员会，以协调出一个双方都能接受的最终版本。如果协调委员会达成一致，并且两院都通过了协调报告，则该法案被视为通过。如果任一议院拒绝通过协调版本，可以提出动议，要求进行再次协调。若协调委员会未能达成一致，可被解散，并可重新指定一个新的协调委员会。有些高度争议的法案可能会被反复送交多个不同的协调委员会。如果在会议结束前仍未达成共识，法案将被视为失败。
当一项法案在两院以完全相同的版本通过后，它将被送交给州长处理。
在送交给州长处理之后，可以签署由立法机构提交的法案，签署后法案即成为法律。从此，该法案成为一项正式法律，除非被立法机关废除或被法院裁定无效。如果州长不同意某项法案，可以行使否决权，将法案退回至其最初提出的议院，并附上反对理由以及建议的修改内容。议会随后将对法案进行重新审议，如果两院多数议员同意采纳州长的修改建议，法案将被再次提交州长签署。另一种情况是，如果两院三分之二多数坚持原始版本，通过否决后的法案，那么该法案将无须州长同意即成为法律。若州长在法案提交后，在规定的时间内未对提交的法案作出任何处理，也未退回立法机关，该法案将自动成为法律，即便没有州长签字批准。
然而，如果法案是在会议结束前不足规定天数内送交州长的，州长可以在会议休会后的十天内决定是否签署。若在此期间未签署，该法案将不生效。这是最具终结性的否决方式，因为会议已经休会，议会无法重新审议此法案。